# Sivatagi vándorsáska
A sivatagi vándorsáska (Schistocerca gregaria) a rovarok (Insecta) osztályának egyenesszárnyúak (Orthoptera) rendjébe, ezen belül a sáskafélék (Acrididae) családjába tartozó faj.
Hatalmas rajai évezredekig veszélyeztették Észak-Afrika és a Közel-Kelet megélhetését. Ma akár az emberiség által megtermelt összes élelem tizedét is képes elfogyasztani. Rajai gyorsan mozognak, ezért az egyik legveszélyesebb kártevő. Komoly tényezőnek tekinthető az éhínségek létrejöttében.
A közelmúlt nagyobb sáskajárása 2004–2005-ben Nyugat-Afrikában okozott éhínséget, majd 2019-2020-ban Kelet-Afrikában okoztak hatalmas pusztítást és éhínséget. 2020 februárjában még képtelenek voltak megfékezni a 2019 nyara óta tartó, több országra kiterjedő sáskajárást.

## Előfordulása
Legnagyobb számban az észak-afrikai Száhil övben él, de állománya kiterjed az arab államokra, Iránra, Izraelre, Törökországra és Dél-Spanyolországra is. Az Afrika területén vándorló sáskák a több hónapos út során 3000-5000 kilométeres távolságokat tesznek meg.

## Alfajai
- Schistocerca gregaria flaviventris (Burmeister, 1838)
- Schistocerca gregaria gregaria (Forsskål, 1775)

## Megjelenése
A hím hossza 60 milliméter, a nőstényé 80 milliméter. A sivatagi vándorsáskának két megjelenési formája létezik. A homokszínű példányok magányosan élnek, amikor azonban hatalmas rajokban útra kelnek, élénk sárga, narancssárga és fekete színt öltenek. A sivatagi vándorsáska potroha igen mozgékony, mivel szelvényekből áll. Ez különösen a nőstényeknek jelent előnyt, mert a peterakás során a potroh segítségével ás lyukat a talajba. Ízületekkel tagolt ugrólábai, erős izmokkal van ellátva. A lábak végén karmok és párna könnyítik meg a járást. A rovarnak két pár hártyás szárnya van. A hátsó pár szárny kétszer olyan hosszú, mint az első pár. A sáska a szagokat rövid, ízekből álló csápokkal érzékeli. Szájszerve egy pár erőteljes, fogazott csáprágókból a növények lerágásához.

## Életmódja
A sivatagi vándorsáska magányosan vagy hatalmas, vándorló raj tagjaként él, amelynek létszáma akár 50 millió is lehet. Mivel az egyedek egymáshoz igazodnak a rajban, az képtelen irányt váltani. Az átalakulást az egyedek egymáshoz való dörzsölődése okozza. Tápláléka levelek, növényi szárak, gyümölcsök és virágok. Nem válogatós, minden növényt megeszik. Minden nap a saját testtömegével (2 gramm) megegyező tömegű táplálékot fogyaszt. Az állat körülbelül 8 hónapig él.

## Szaporodása
A nőstény több, 80-100 darab petét tartalmazó petecsomót rak a talajba. A petecsomót burok védi, amely meg is keményedik. A peték kifejlődéséhez a trópusokon 10-14 nap, a hűvösebb éghajlatú területeken 70 nap kell, hogy elteljen. Amikor a lárvák kikelnek, rövid idő múlva már úgy néznek ki, mint szüleik kicsinyített változatban. Azután 4-5 lárvastádiumon mennek keresztül, miközben minden vedlés után egy kicsit nagyobbak lesznek. Az utolsó lárvastádiumban a sáska szárnyat növeszt.

## Rajképzés
Ha a növényzet úgy oszlik meg az esős időszakban, hogy a nimfák összegyűlhessenek, és elég eső esett ahhoz, hogy sok pete keljen ki, akkor a nimfák összegyűlnek. Összedörzsölődő hátsó lábaik okozta inger hatására átalakulnak rajképző alakká. Színük zöldről fekete-sárgára vált, a kifejlett egyedek pedig barnáról pirosra vagy sárgára váltanak. Testük megrövidül, és feromont bocsát ki, amivel vonzza fajtársait. Így a nimfák kis csapata hamarosan rajjá nő. A felnőttek és a nimfák által kibocsátott feromon különböző, sőt, a felnőtt feromon összezavarja a nimfákat, mivel azok csak látják és tapintják, de nem szagolják egymást. Néhány nap múlva a nimfák csapata feloszlik, és újra magányos alakra váltanak. Ez a jövőben segíthet védekezni a sáskarajok ellen.
A guaiacol a vándorsáska rajképzését irányító feromonok egyik fő összetevője. A vándorsáska beleiben termelődik a táplálék lebontásával, és a Pantoea (Enterobacter) baktériumok közreműködésével.
A nyugalmi időszakokban a sivatagi vándorsáskák a Mauritániától a Szaharán és az Arab-félszigeten át Északnyugat-Indiáig terjedő 16 millió négyzetkilométeres területen élnek. A rajok azonban ennél sokkal messzebbre is eljutnak, így Spanyolországba, Oroszországba, Nigériába, Kenyába, Kelet-Indiába és Délnyugat-Ázsiába. Összesen 60 ország, 32 millió négyzetkilométer szenvedhet el sáskajárást.
A sáskarajok a széllel haladnak, és a szél sebességét is felveszik. Naponta 100-200 kilométert tesznek meg, és a tengerszint felett 2000 méterre is felhatolhatnak. Mivel ennél magasabbra nem tudnak menni a hideg miatt, ezért a nagy hegyláncok a rajok útját állják. Nem hatolnak be az őserdőkbe, vagy Közép-Európába. A tengerek ezzel szemben nem jelentenek akadályt a repülni tudó kifejlett sáskák számára. A rajok rendszeresen átrepülik a Vörös-tengert, sőt, az 1987-89 -es sáskajárásban tíz nap alatt átkeltek az Atlanti-óceánon is a Karib-szigetekre. Egy raj 1200 négyzetkilométert is elfoglalhat, négyzetkilométerenként 40-80 millió sáskával. A raj létszáma nemzedékenként 10-16-szorosára is nőhet.
Amerre jár, a raj mindenféle növényt feleszik, sőt, ürülékével a maradékot is mérgezővé teszi az ember számára. A Biblia és a Korán is említ sáskajárásokat, és Etiópiában is több alkalommal tette súlyosabbá az éhínséget. A 20. és a 21. század sáskajárásai: 1926-1934, 1940–1948, 1949–1963, 1967–1969, 1987–1989 és 2003-2005. 1915 márciusa és októbere között az oszmán Palesztinában majdnem a teljes növényzetet elpusztította.

## Kontroll
Ázsia és Afrika sáskajárástól fenyegetett országaiban fontos a korai figyelmeztetés és a megelőzés. A FAO Desert Locust Information Service (DLIS) szervezete Rómában napi rendszerességgel figyeli az időjárást, az ökológiai állapotokat és a sáskahelyzetet. Begyűjti az egyes nemzeti megfigyelőállomások adatait, és összeveti a műholdas felvételekkel. Ezek alapján előrejelzéseket készít a csapadékra és a hőmérsékletre. Ez alapján hat hétre előrejelzi a sáskák szaporodását és mozgását. Eredményeiről havi rendszerességgel megjelenő kiadványában tájékoztatja az érintetteket már az 1970-es évek óta. Az 1990-es évektől az eredmények megtalálhatók a Sáska előrejelzés Archiválva 2019. november 5-i dátummal a Wayback Machine-ben oldalon. A FAO informálja az érintett országokat, a védekezésben is támogatja őket, sőt, összehangolja az egyes nemzeti stratégiákat.
A kontrollálásban nehézséget jelent a nagy elterjedési terület, az infrastruktúra fejletlensége, a megfigyelésre és ellenőrzésre szánt források szűkössége. Emellett még a politikai súrlódások is akadályozzák a DLIS munkáját.
Jelenleg a védekezés fő eszközei a rovarirtó szerek kicsi koncentrált adagjai, amiket járművekről szórnak szét, vagy spré formában terjesztenek szét ultra alacsony koncentrációban (ULV). A szer azután hat, miután a rovar érintkezésbe lépett vele, például belelépett, vagy evett abból a levélből, amire rászáradt. Ez kormányzati ügynökségek és speciális szervezetek feladata.
A sáskák természetes ragadozói és élősködői, mint a parazita legyek és fürkészdarazsak, madarak és hüllők nem sokat tudnak segíteni a már kialakult rajok ellen, hiszen étvágyuk nem tud lépést tartani a rajok növekedése mellett. A nyugalmi időszakokban viszont segíthetnek ellenőrzés alatt tartani a sáskákat.
A gazdák gyakran mechanikai módszerekkel próbálnak védekezni, például égetéssel és árokásással, de ez nagyon munkaigényes, és ha a sáskák nagy területet lepnek el, akkor nem is hatékony. Gyakran zajjal vagy égetéssel igyekeznek elűzni a rajt a földjükről, de ezzel a szomszédok földjére kergeti őket, ahonnan hamarosan visszatérnek.

## Természetbarát védekezés
A természetbarát védekezési módok közé tartozik az Ním-fa (Azadirachta indica) kivonata, a feromonok, a gombák és a baktériumok. Hatékonyságuk elérheti a hagyományos rovarirtó szerekét, de lassabban ölnek, általában 2-10 nap alatt.
Alapvetően két csoportba sorolhatók: biokémiai vagy mikrobiológiai. A biokémiai szerek hasonlóak a természetben előforduló anyagokhoz, és nem mérgezők, csak összezavarják a rovarokat. Ide sorolhatók a feromonok. A mikrobiológiai szereket baktériumok, gombák, algák vagy vírusok állítják elő. Ezek a fajra jellemző betegséget okoznak a sáskákban.
Az 1990-es évek vége óta fejlesztettek egy szert, amit a Metarhizium acridum gomba termel. A Metarhizium gombák világszerte elterjedtek, és több rovarfajt is fertőznek. Az M. acridum a sivatagi vándorsáskára és rokon fajaira specializálódott, ezért vált a termék aktív összetevőjévé. A terméket Afrikában Green Muscle, Ausztráliában Green Guard néven forgalmazzák.
A vegyi rovarirtó szerekhez hasonlóan permetezik ki, de azoknál lassabban hat. Az ajánlott adagolásban két hét alatt irtja ki a sáskák 90%-át. Emiatt leginkább a nimfák ellen hatásos, amelyek a termőföldektől távol, a sivatagokban gyülekeznek. Előnye, hogy csak a sáskákra és a szöcskékre hat, így biztonságosabb, mint a vegyi irtószerek, így a sáskákat megevő ragadozók nem pusztulnak el, hanem folytathatják a sáskák ritkítását. Habár önmagukban képtelenek megelőzni a sáskajárást, segítenek kontroll alatt tartani a sáskákat, és ritkábbá tenni a rajzást. A biológiai irtószerek használata biztonságosabb, így vizek mellett és természetvédelmi területeken is bevethetők.
A Green Muscle-t a LUBILOSA Program keretében fejlesztették, amit 1989-ben a vegyi rovarirtószerek használata miatti aggodalom motivált az 1987-89-es sáskajárás elleni küzdelemben. A projekt a kórokozó mikroorganizmusokkal foglalkozott, mert a sáskák túl mozgékonyak, gyorsak és termékenyek ahhoz, hogy a hagyományos biológiai módszerek bevethetők lennének. A kórokozók mesterséges környezetben is tömegesen szaporíthatók, és a vegyszerekhez hasonlóan kipermetezhetők. A rovarok elleni gombákat hagyományosan csak nedves környezetben tekintik hatékonynak; ezzel szemben a Green Muscle még sivatagi körülmények között is hatékonyan irtja a sáskákat és a szöcskéket. A LUBILOSA Program olajos keverékkel juttatja ki a spórákat. A főpróba ideje 2005-2006-ban következett el, amikor Mauritániában és Algériában sikerült a segítségével megelőzni egy sáskajárást. A gomba által megbetegített sáskák lelassultak, így a madarak könnyen elfogták őket. A nimfák bandái egy hét alatt feloszlottak.

## Érdekességek
1988-ban egy vándorsáskának sikerült átrepülni az Atlanti-óceánt, és elérni a Karib-szigeteket. Egy 40 milliárd egyedet számláló raj képes egyetlen nap alatt 80 000 tonna terményt „betakarítani”. A Metarhizium acridum nevű tömlősgombafajt az ember környezetbarát rovarirtó szerként használja a sivatagi vándorsáska ellen.

## A kultúrában
Rajképző és pusztító természete miatt az éhínség jelképévé vált a Közel-Keleten. Gyakran foglalkoznak a sáskajárással, így bekerült a Bibliába, a Koránba és több más iratba és filmbe is. Az olaj kora előtt a (szegény) öböl menti arab államokban ételek ízesítésére használták a sáskákat.

## Képek
|  |  |  |

### Fordítás
- Ez a szócikk részben vagy egészben  a   Desert locust című angol Wikipédia-szócikk fordításán alapul.  Az eredeti cikk szerkesztőit annak laptörténete sorolja fel. Ez a jelzés csupán a megfogalmazás eredetét és a szerzői jogokat jelzi, nem szolgál a cikkben szereplő információk forrásmegjelöléseként.